# Senovo
Senovo (bulharsky Сеново, místní výslovností Seňovo) je město ležící v severním Bulharsku, v Dolnodunajské nížině na okraji pahorkatiny zvané Ludogorská plošina. Nachází se 10 km jihovýchodně od města Vetovo, správního střediska stejnojmenné obštiny a žije v něm přibližně 1 300 obyvatel.

## Zeměpis
Město Senovo leží v jihozápadní části geografické oblasti Ludogorie. V bezprostřední blízkosti západního konce obce protéká řeka Beli Lom, která v minulosti umožňovala stavbu vodních mlýnů. Stavba přehrady na horním toku změnila složení vody a meandrující tok, jehož průměrná hloubka je nyní asi 50 – 60 cm. Vzhledem ke své poloze v hlubokém údolí bylo Senovo vystaveno řadě povodní. Kolem Senova prohází železniční trať Ruse – Varna; nádraží se nachází 3 km od středu obce.
Nadmořská výška osady je 185 m. Stará část města se nachází v hlubokém úzkém údolí. Jeho severní svah je kamenitý a jižní porostlý lesem, což do jisté míry zastavuje přívaly přicházející při deštích z lokality Kaleto. Město bylo postaveno mezi místem Karaaç bunari (jilmové studny) a ohbím řeky Beli Lom. Hlavní čtvrti jsou Derelica, Novata Machala, Žabeška Machala, Center, Poljanata (nová zástavba vedle radnice). Celková zastavěná plocha je 282 hektarů. Katastr města hraničí s katastry obcí Glodževo, Kamenovo, Ravno, Krivňa, Drjanovec, Topčii, Prostorno a Rakovski.
Průměrná letní teplota se pohybuje kolem 25 °C a v zimě 2 °C. Převládající dřeviny jsou dub, jilm, jasan, lípa, habr, vrba, hloh, topol, akát aj. Mezi křoviny patří líska, šípek, škumpa, dřín, bodlák, šeřík aj. Fauna se blíží fauně typické pro kopcovité a zalesněné oblasti Dolnodunajské nížiny. Pro oblast jsou zvláště typické skály. Je v nich mnoho jeskyní, skalních klášterů a cel. V těchto skalách se nachází největší jeskyně v Ludohoří – Božkova Dupka o délce 315 m. 

## Název
O původu názvu existuje několik verzí. První je podle sklizně sena. Druhá verze je, že vznikl zkrácením názvu „Novo Selo“, když obec byla během osmanské nadvlády opakovaně vypálena a přestavěna, a proto byla stále nová. Třetí verze pochází z arabského slova sajan‎, což znamená bažinaté místo. Čtvrtá verze je z jiného arabského slova sen‎, což znamená zub a spojuje se s kamenným blokem trčícím jako zub ze skály Sivi kanara (Сиври канара). Pátá verze je, že název pochází z dialektových slov seňa nebo šenište, což znamená vrhat stín z velkých větví, protože první vesnička byla pod lesem severního srázu. Ať je původ jména jakýkoli, v místním kapanském dialektu je to Seňovo.

## Dějiny
Z nejstaršího období se tu dochovaly mnohé stopy osídlení. Mohyly se nacházejí v lokalitách Eramas çair (Neražadašta livada) a Koli balak v místech Benta a Gagra kula. Na hřebeni skály Šanlăka byly nalezeny pozůstatky thráckého sídliště. Stopy po starověkém a raně byzantském osídlení byly objeveny v lokalitách Jurtluk, v areálu bývalého zemědělského družstva v místě zvaném Benta a vedle skály Sivri kanara.
Původní domorodé obyvatelstvo patřilo k bulharské etnografické skupině „kapanci“. Informace o založení osady jsou vzácné a rozporuplné. Nejspíše vznikla v polovině 14. století přesídlením obyvatel z nedalekých starších osad, které se nacházely v lokalitách Kărši, naproti skále Šanlăka na levém břehu řeky Beli Lom a i jinde. Ve 12. až 14. století vznikl ve výšce 8 až 27 metrů v masivu "Šanlăka" skalní klášter, který se skládá z jednoho kostela, 14 cel a 7 výklenků.
Polomie bylo dobyto Osmany v roce 1388. V tureckých rejstřících byla obec zaznamenána jako Senofçe, Senova nebo Senuva. Množství daňových jednotek (hane) v 17. století kleslo ze 14 hanetů (okolo 1670) k 0,25 (1676). Patrně v té době vznikl další blízky skalní klášter sv. Dimităr. Později se hospodářství vzpamatovalo. Vlastnictví pozemků prošlo od období rozdrobeného pěstování lnu až k velkostatkům (çiftlik). V roce 1871 tu postavil mistr Usta Drago z Drjanova novou mešitu a v roce 1875 kostel Panny Marie, který byl financován z dobrovolné sbírky. Prvním knězem byl pop Georgi Christov. 
Na začátku rusko-turecké války se skupina mladých lidí ze Senova vydala k ruským jednotkám. Na zpáteční cestě byli zajati a v Šumenu odsouzeni jako špióni a oběšeni; byli to Marju Stojanov – 22 let, Petǎr Stojanov – 25 let a Nikola Donev – 25 let. Obec byla osvobozena 30. ledna 1878. V roce 1879
přibyla k původním ikonám pocházejícím z trjavenské umělecké školy ikona Svaté Panny, kterou daroval ruský major Šamin, jenž patřil k osvoboditelům obce. V roce 1922 byla přestavěna kostelní zvonice. V roce 1932 byla objevena místní ložiska kaolinu a záhy se začalo s jeho těžbou a prodejem. První továrnu na praní kaolinu založili bratři Penčevovi v roce 1936 a byla v provozu jen jeden rok, kdy si ji pronajala akciová společnost Dunav, vlastněná obchodníky Koljou Marinovem a Jordanem Gradinarovem z Razgradu a Stefanem Kujumdžievem z Ruse. Továrna byla znárodněna v prosinci 1947. Nyní je kaolinový kombinát soukromou akciovou společností. Místní mešita byla zbořena roce 1963. Statut města má Senovo od 7. září 1984.

## Obyvatelstvo
Níže uvedená tabulka ukazuje vývoj populace města od konce 19. století (1881 – 2021):
| rok      | 1881 | 1910  | 1926  | 1934  | 1946  | 1956  | 1965  | 1975  | 1985  | 1992  | 2001  | 2011  | 2021  |
| populace | 650  | 1 839 | 2 379 | 2 589 | 2 653 | 2 482 | 2 532 | 2 328 | 3 376 | 2 136 | 1 854 | 1 428 | 1 196 |

K 15. září 2024 ve městě žilo 1 345 obyvatel a bylo zde trvale hlášeno 1 374 obyvatel. Podle sčítání z 1. února 2011 bylo národnostní složení následující:
- Bulhaři: 815 (58.1 %)
- Romové: 394 (28.1 %)
- Turci: 177 (12.6 %)
- ostatní[p 2]: 16 (1.1 %)